# 白鬚神社 (大垣市墨俣町)

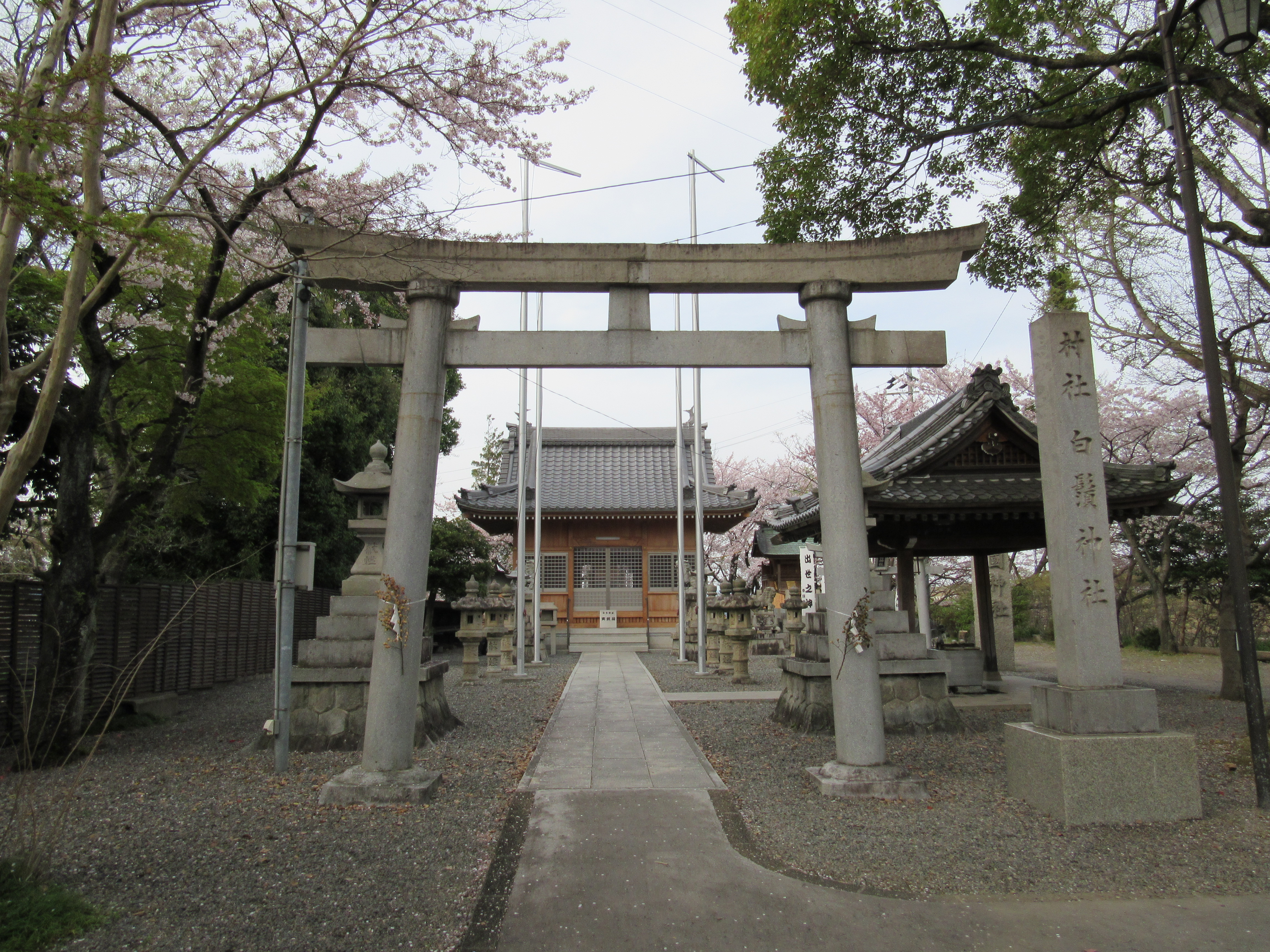
墨俣町・白髭神社

白鬚神社（しらひげじんじゃ）は、岐阜県大垣市墨俣町墨俣にある神社。
美濃国安八郡式内社の荒方神社（荒方明神）の論社の一つである。もう一つの論社は八幡神社。
元々の位置は現在の犀川河川敷であり、本巣郡と安八郡の境に存在したという。

## 概況
- 墨俣城の北に位置し、境内は一夜城址公園の一部となっている。
- 境内社として豊国神社がある。これは墨俣城の模擬天守閣（大垣市墨俣歴史資料館）が築かれたさい、大阪城公園の豊國神社から分祀したものである。なお、大阪の豊國神社の祭神は豊臣秀吉、豊臣秀頼、豊臣秀長であるが、豊国神社に分祀された祭神は豊臣秀吉のみである。

## 祭神
- 猿田彦大神

## 沿革
- 創建時期は不明。江戸時代の寛文年間、天和年間の書物に「白髭大明神」「白髭神社」に記述がある。
- 明治7年（1874年）：白鬚社に改称する。
- 明治12年（1879年）：村社になる。
- 明治13年（1880年）：白鬚神社に改称する。
- 昭和13年（1938年）：犀川の改修工事のため、現在地に移転する。
- 平成4年（1992年）：境内社として豊国神社が建立される。

## 交通機関
- 名阪近鉄バス岐垣線「墨俣」バス停より徒歩15分
  - 大垣駅前バスのりば（大垣駅南）2番のりば「岐阜聖徳学園大学」「岐阜流通センター南口」行き
- 岐阜バスおぶさ墨俣線「墨俣」バス停より徒歩15分
  - JR岐阜駅バスターミナル（岐阜駅北）6番のりば「W65 墨俣」行き
  - 名鉄岐阜のりば（名鉄岐阜駅西）1番のりば「W65 墨俣」行き